# Gustav Sommerfeldt
Friedrich Heinrich Gustav Sommerfeldt (* 3. März 1865 in Stallupönen; † 3. Mai 1939 in Dresden) war ein deutscher Historiker und Lehrer.

## Leben
Gustav Sommerfeldt war der Sohn von Julius Sommerfeldt und seiner Ehefrau Hermina, geb. Borkowski. Er besuchte das Gymnasium Fridericianum in Königsberg. Ab 1884 studierte er Geschichte, Geographie und Philologie an der Albertus-Universität Königsberg in Königsberg, unter anderem bei Georg Dehio, Ludwig Elster, Ludwig Friedländer, Friedrich Hahn, Ludwig Jeep, Hans Prutz, Franz Rühl, Alfred Schöne, Rudolf Schubert, Paul Tschackert, Julius Walter und Karl Zöppritz. Dort wurde er 1888 mit einer Dissertation über Die Romfahrt Kaiser Heinrichs VII. 1310–1313 zum Dr. phil. promoviert.
Sommerfeldt arbeitete hauptberuflich als Lehrer, unter anderen in Ostpreußen und in Thüringen. Seit dem Ersten Weltkrieg war er Oberlehrer in Dresden.
Sommerfeldt publizierte zahlreiche Beiträge vor allem zu landesgeschichtlichen und heimatkundlichen Themen, die vor allem Ostpreußen, das Erzgebirge sowie die sächsische und thüringische Geschichte betreffen.

## Schriften (Auswahl)
- Die Romfahrt Kaiser Heinrichs VII. (1310–1313). Alfred Hausbrand’s Nachfolger, Königsberg in Pr. 1888.
- Aus dem Franzosenjahre 1807: Teil III: Die Flucht des Hofes nach Memel und das Verweilen bei Tilsit. In: Altpreußische Monatsschrift, Jg. 40 (1903), S. 62–83.
- Lehndorffiana des 17. Jahrhunderts. In: Mitteilungen der Masovia, Jg. (1906), S. 101–109, und Jg. 12 (1907), S. 119–153.
- Von masurischen Gütersitzen, in besonderer Beziehung auf das 16. bis 18. Jahrhundert.
  - Teil I: Baitkowen, Tratzen und Gorezitzen, Kreis Lyck. In: Altpreußische Monatsschrift, Jg. 50 (1913), S. 147–161 und 279–298.
  - Teil II: Billstein, Lakellen und Niedzwetzken. In: Altpreußische Monatsschrift, Jg. 50 (1913), S.  484–501 und 558–585.
  - Teil III: Gollubien, Gollupken, Giesen, Pogorzellen, Rosinsko und Borken, in den Kreisen Lyck und Johannisburg. In: Altpreußische Monatsschrift, Jg. 51 (1914), S. 353–367 und 477–506.
  - Teil IV: Gansenstein, im Kreise Angerburg; Gehlweiden, im Kreise Goldap. In: Altpreußische Monatsschrift, Jg. 51 (1914), S. 607–620.
- Streifzüge durch das Rödertal, 1926.
- Erzgebirgische Forschungen zur Kulturgeschichte und Geschlechterkunde, 1929–1933.